# نوریماسا آتسوکاوا
نوریماسا آتسوکاوا (انگلیسی: Norimasa Atsukawa؛ زادهٔ ۳۱ مهٔ ۱۹۹۵) بازیکن فوتبال اهل ژاپن است.